# خوان (لاعب كرة قدم مواليد 1977)
خوان (بالإسبانية: Juan José Carricondo)‏ هو لاعب كرة قدم إسباني في مركز الوسط، ولد في 4 مايو 1977 في برشلونة في إسبانيا. لعب مع أريس ليماسول وبرادفورد سيتي وريال جيان ونادي إنفرنيس ونادي برشلونة ب ونادي برشلونة ج ونادي برشلونة ونادي غرناطة ونادي ماتارو وهارت أوف ميدلوثيان وهاميلتون أكاديميكال.

## وصلات خارجية
- خوان (لاعب كرة قدم مواليد 1977) على موقع قاعدة بيانات كرة القدم.إي يو (الإنجليزية)
- خوان (لاعب كرة قدم مواليد 1977) على موقع Soccerbase.com (لاعب) (الإنجليزية)